# Euploea dardanus
Euploea dardanus är en fjärilsart som beskrevs av William Henry Miskin 1890. Euploea dardanus ingår i släktet Euploea och familjen praktfjärilar. Inga underarter finns listade i Catalogue of Life.